# Ullmannia
L'ullmannia (gen. Ullmannia) è una pianta estinta appartenente alle conifere. Visse nel Permiano superiore (circa 250 milioni di anni fa). I suoi resti sono stati ritrovati in Europa.

## Descrizione e classificazione
Le foglie di questa conifera erano molto appressate. Gli strobili maschili possedevano microsporofilli con più sacche polliniche e quelli femminili avevano grandi squame ovulari, ognuna delle quali portava un unico ovulo. L'aspetto generale di questa conifera doveva essere abbastanza simile a quello dell'attuale araucaria. Tra le specie più note sono da ricordare Ullmannia bronnii e U. frumentaria, un fossile della quale è stato rinvenuto all'interno di un esemplare di Protorosaurus speneri, un rettile arcosauromorfo che si presumeva fosse un carnivoro.

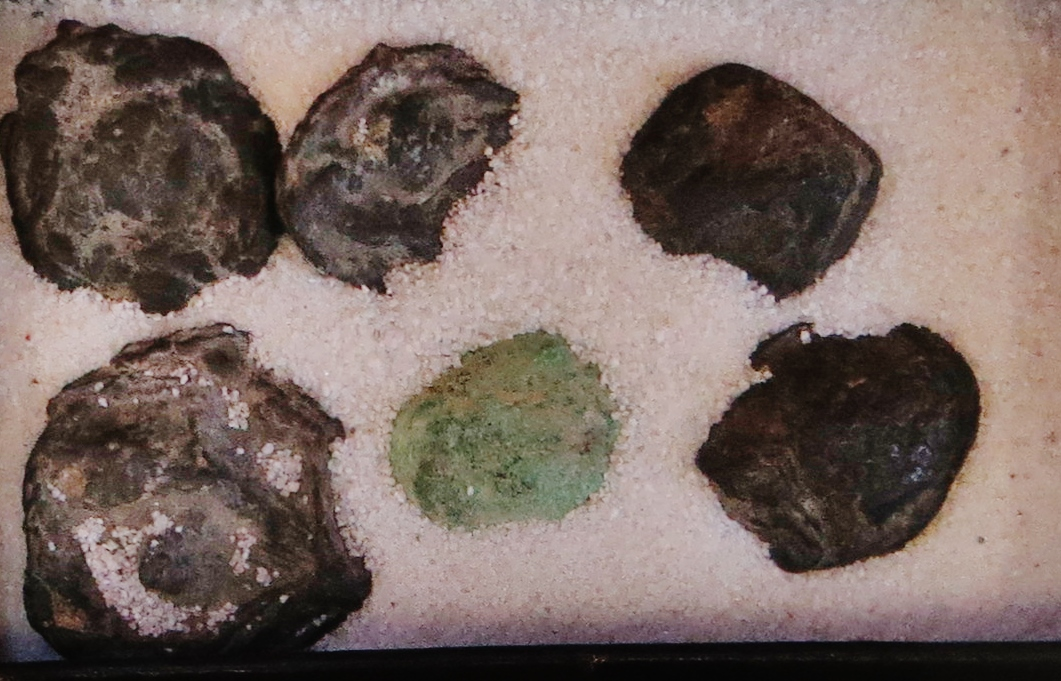
Fruttificazioni fossili di Ullmannia frumentaria

L'ullmannia appartiene all'ordine delle Voltziales, un gruppo di conifere primitive diffuse particolarmente tra il Permiano e il Triassico, a cui appartenevano anche Voltzia e Lebachia.